# Przywrotnik pospolity

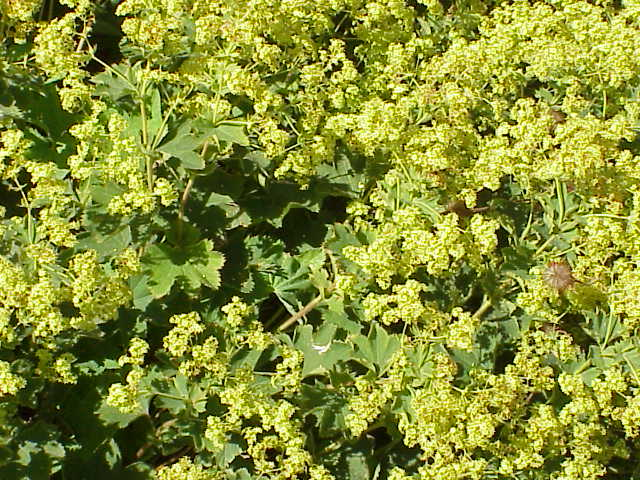
Kwitnący okaz

Przywrotnik pospolity (Alchemilla vulgaris L.) – gatunek rośliny wieloletniej z rodziny różowatych. Jest to tzw. gatunek zbiorowy. Występuje na terenie Europy.
Początkowo wszystkie formy przywrotnika występujące w Europie traktowane były jako jeden gatunek A. vulgaris. Formy żyjące w odrębnych populacjach, charakteryzujące się powtarzalnością cech i warunków siedliskowych, wyodrębnia się obecnie jako tzw. gatunki drobne (microspecies), traktując A. vulgaris jako gatunek zbiorowy.

## Morfologia[4]
PokrójBylina o wysokości 10–50 cm. Wykształca silne, zdrewniałe kłącze o dobrze rozwiniętych korzeniach.
ŁodygaŁodyga barwy szarawozielonej lub żółtawozielonej, omszona, więcej lub mniej podłużnie pomarszczona. Wewnątrz pusta.
LiścieSzarawozielone, częściowo brunatnawozielone liście odziomkowe stanowiące główną część rośliny są nerkowate lub lekko półkoliste, o średnicy zazwyczaj do 8 cm, rzadko do 11 cm. Są 7–9 lub 11 klapowe i mają długi ogonek. Mniejsze, łodygowe liście, które mają u podstawy parę dużych przylistków, są 5–9 klapowe, mają krótszy ogonek lub są siedzące. Liście są gęsto omszone szczególnie na dolnej powierzchni i  mają grubo ząbkowany brzeg. Młode liście są pofałdowane, białawosrebrzyście omszone; starsze liście są lekko omszone i mają delikatnie siateczkowate unerwienie, wydatne na dolnej powierzchni. Ogonek barwy szarawozielonej lub żółtawozielonej jest omszony, średnicy około 1 mm, z bruzdą.
KwiatyKwiaty bezpłatkowe o średnicy około 3 mm są barwy żółtawozielonej lub jasnozielonej. Kielich jest podwójny z 4 małymi listkami kieliszka występującymi na przemian z 4 większymi zaostrzonymi lub trójkątnymi działkami. Występują tu 4 krótkie pręciki i pojedynczy słupek z główkowatym znamieniem. Zebrane są w luźne, szczytowe wiechy.
OwocNiełupka.

## Biologia i ekologia
Siedlisko: wilgotne łąki, pastwiska, zarośla i zagajniki, obrzeżach lasów. Kwitnie od maja do września. Nasiona powstają w rzadko spotykany u roślin nasiennych sposób, a mianowicie bezpłciowo, poprzez apomiksję. Na brzegach blaszki liściowej (na ząbkach) występują szparki wodne (hydatody), poprzez które roślina wydziela krople wody (gutacja).

## Zastosowanie

### Roślina lecznicza
Surowiec zielarskiZiele przywrotnika (Alchemillae Herba) – całe lub rozdrobnione, wysuszone, kwitnące, nadziemne części rośliny. Zawierają garbniki, saponiny, żywice i gorycze. Surowiec powinien zawierać nie mniej niż 6,0% garbników w przeliczeniu na pirogalol.
Dawkowanie i sposób podaniaZiele przywrotnika pospolitego wykorzystywane jest głównie do przygotowania naparów i odwarów. Zwykle do przyrządzenia pojedynczej porcji naparu wykorzystuje się od 2 do 4 g suszonego ziela, które zalewa się 150 ml gorącej wody i pozostawia na 10 min. Zwyczajowa dzienna dawka ziela przywrotnika wynosi od 5 do 10 g. Zaleca się stosowanie 3 porcji naparu w ciągu dnia, pomiędzy posiłkami. Odwary przygotowywane do płukania jamy ustnej i gardła oraz do wewnątrz można wykorzystać do sporządzania kompresów na otarcia i lekkie oparzenia skóry.

### Roślina kosmetyczna
Przywrotnik pospolity ma szerokie zastosowanie w kosmetyce, m.in. przypisywany jest mu korzystny wpływ na dolegliwości skórne. Z rośliny przyrządza się m.in. kąpiele regenerujące skórę, nadające cerze większą elastyczność i odporność.